# Arahidonat 15-lipoksigenaza
Arahidonat 15-lipoksigenaza (EC 1.13.11.33, 15-lipoksigenaza, linoleinska kiselina omega6-lipoksigenaza, omega6 lipoksigenaza) je enzim sa sistematskim imenom arahidonat:kiseonik 15-oksidoreduktaza. Ovaj enzim katalizuje sledeću hemijsku reakciju
arahidonat + O2 {\displaystyle \rightleftharpoons } (5Z,8Z,11Z,13E)-(15S)-15-hidroperoksiikosa-5,8,11,13-tetraenoat
Produkt se brzo redukuje do korespondirajućeg 15S-hidroksi jedinjenja.

## Literatura
- Nicholas C. Price; Lewis Stevens (1999). Fundamentals of Enzymology: The Cell and Molecular Biology of Catalytic Proteins (Third изд.). USA: Oxford University Press. ISBN 019850229X.
- Eric J. Toone (2006). Advances in Enzymology and Related Areas of Molecular Biology, Protein Evolution (Volume 75 изд.). Wiley-Interscience. ISBN 0471205036.
- Branden C; Tooze J. Introduction to Protein Structure. New York, NY: Garland Publishing. ISBN 0-8153-2305-0.
- Irwin H. Segel. Enzyme Kinetics: Behavior and Analysis of Rapid Equilibrium and Steady-State Enzyme Systems (Book 44 изд.). Wiley Classics Library. ISBN 0471303097.

## Spoljašnje veze
- Arachidonate+15-lipoxygenase на 